# Песець
{{#ifeq:0|0|{{#if:Vulpes lagopus|{{#if:|[[]}}|[[]]}}}}
Песець, або лисиця полярна (Vulpes lagopus, давніше Alopex lagopus) — невелика лисиця, ссавець родини псових. Поширена в приполярних районах усієї північної півкулі, займаючи всі головні біоми тундри.

## Систематика
Давніше песця виносили до осібного роду (Alopex), проте теперішні таксономічні системи поміщають її до роду лисиця (Vulpes), як і решту лисиць. Етимологія: грец. λαγώς — «заєць», грец. πούς — «ступня». Слово песець — наслідок семантичної видозміни на давньоруському ґрунті слова пьсьць — «щеня», від пьсь — пес.

## Зовнішній вигляд
Песець — порівняно невелика тварина родини хижих, що нагадує звичайну, або руду лисицю. Довжина тіла 50—75 см, хвоста — 25—30 см, висота в плечах — 20—30 см; маса — 6—10 кг. На відміну від звичайної лисиці, тіло в песця приземисте, морда трохи коротша; вуха заокруглені, слабко виступають із зимової шерсті (що оберігає їх від обмороження). Наукова видова назва — lagopus — у перекладі з грецької мови означає «заяча лапа», бо підошви лап у песців покриті жорстким волоссям.
Це єдиний представник родини псових, що проявляє чітко виражений сезонний диморфізм забарвлення. Щодо забарвлення розрізняють дві морфи: звичайного білого (взимку — чисто білий, влітку — бурий) і блакитного песця. У блакитного зимовий наряд темний: від пісочного й світло—кавового до темно—сірого з блакитнуватим відблиском і навіть коричневого зі сріблом. Блакитні песці стрічаються в усіх популяціях, але на материку вони рідкісні, а на деяких островах, навпаки, переважають. Весняне линяння песців звичайно починається в березні-квітні і триває до 4 місяців. Осіннє — з вересня до грудня. Найдовше зимове хутро в песців буває в січні—лютому.
Типи забарвлення хутра:

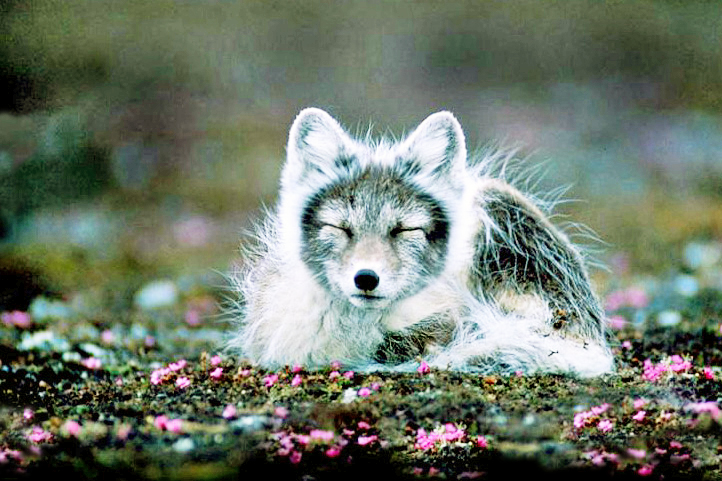
Блакитний песець у зимовому хутрі
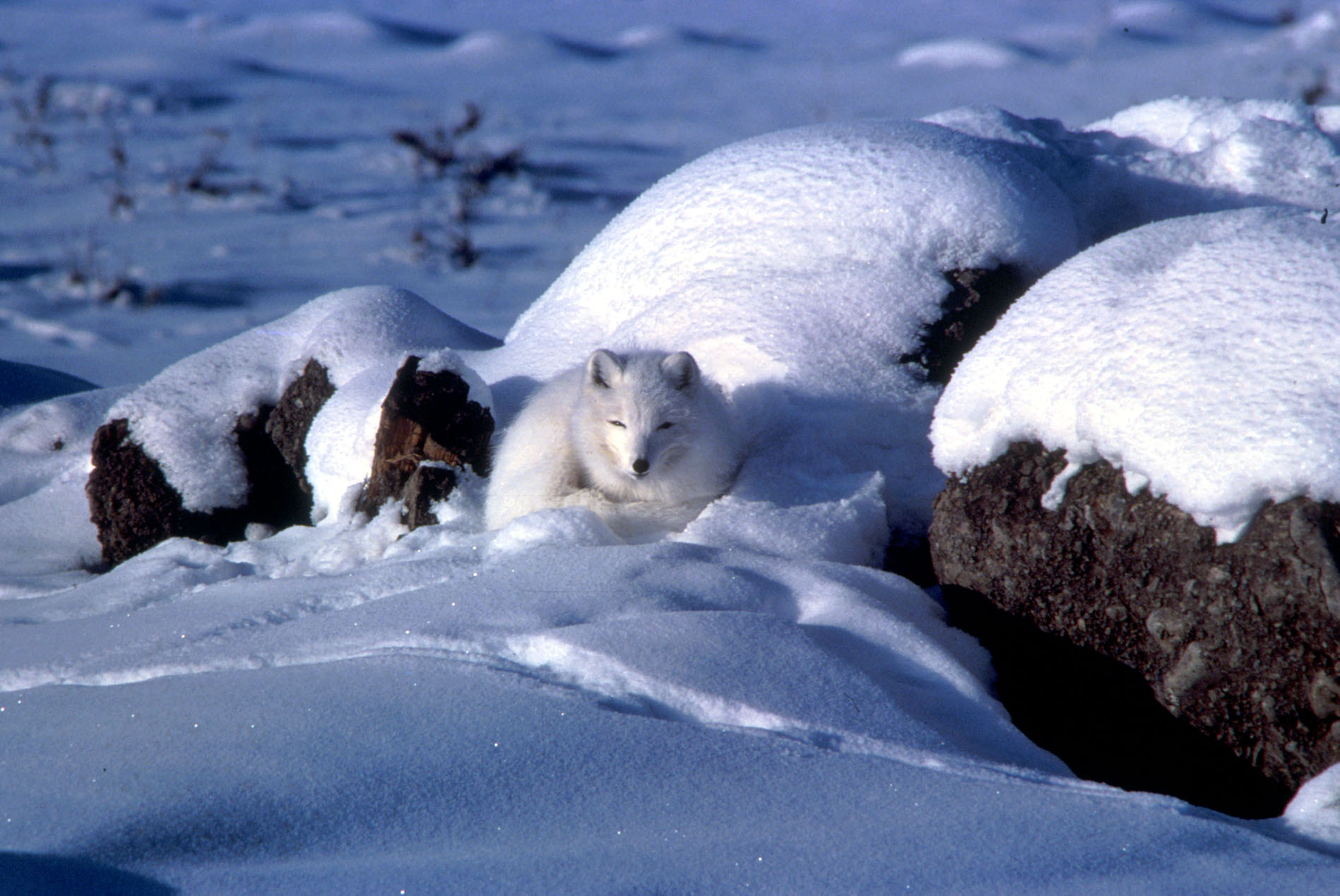
Білий песець у зимовому хутрі
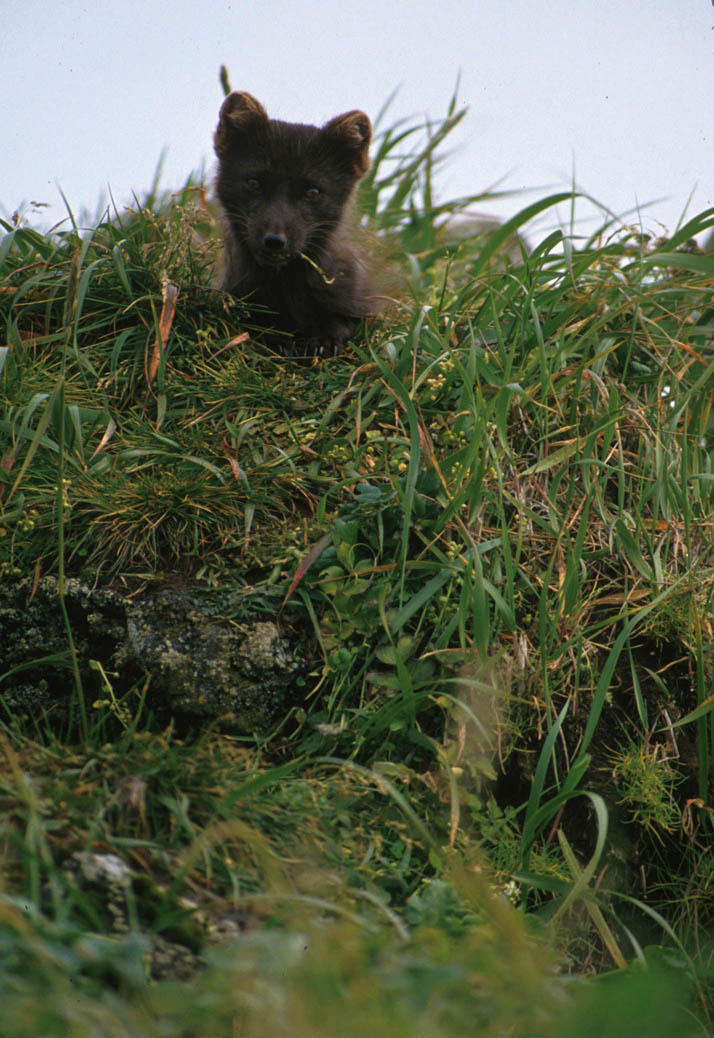
Блакитний песець у літньому хутрі
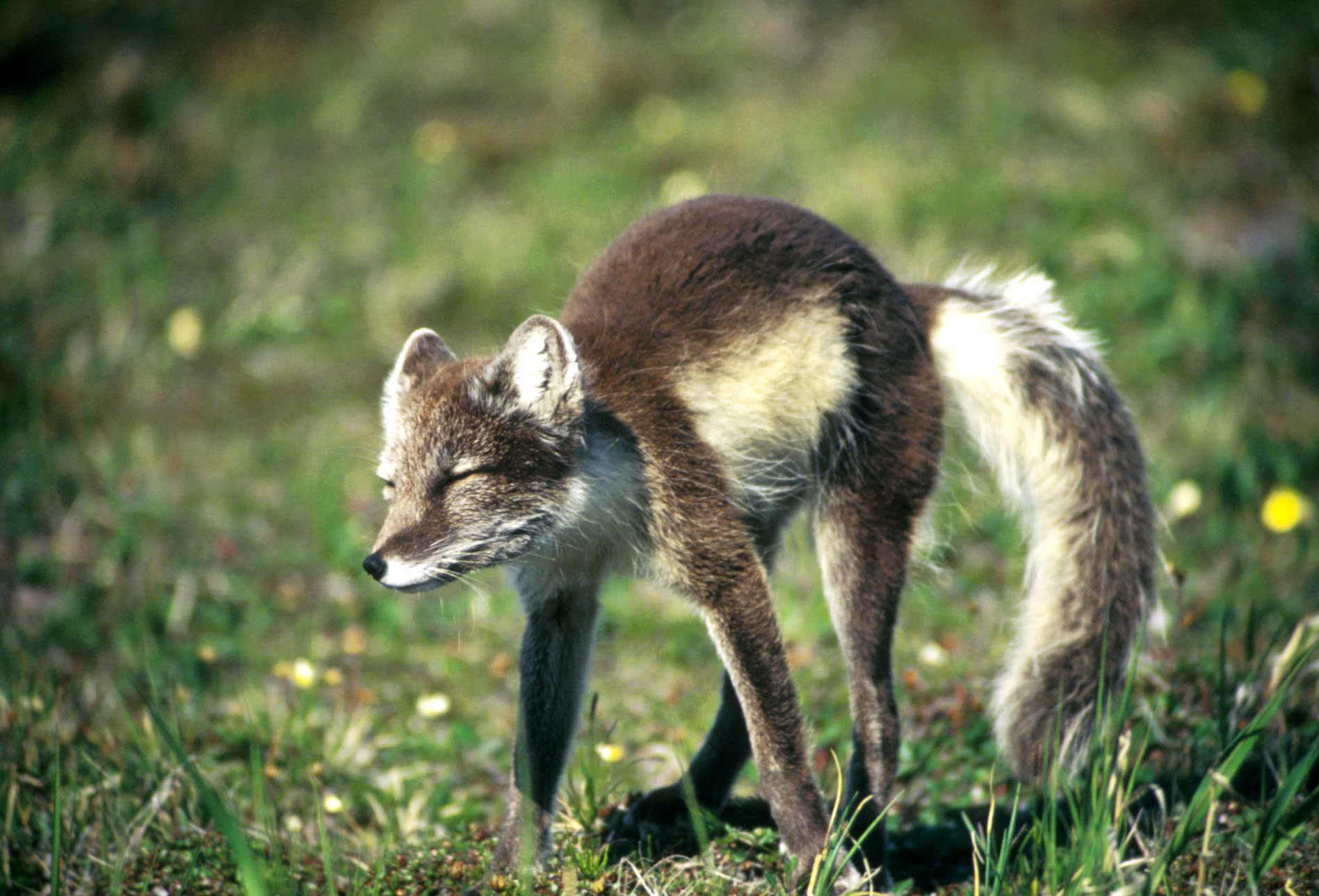
Білий песець у літньому хутрі

## Розповсюдження
Песець поширений за північним полярним колом, на узбережжі й островах Північного Льодовитого океану, в тундровій і частково лісотундровій зонах. Це типовий представник фауни материкових Норвегії, Швеції, Фінляндії, Росії, Аляски, Канади й таких островів, як Ґренландія, Ісландія та Свальбард. Під час зимової міграції песець заходить до Південної Фінляндії, південної частини Прибайкалля, низовин Амура. Песець має дуже слабко виражену географічну мінливість, що обумовлено великою рухливістю песця та невпинним змішуванням популяцій.

## Спосіб життя й харчування
Типовим житлом песцеві служать відкриті тундри з горбистим рельєфом. На піщаних пагорбах і берегових терасах він риє нори, що мають вигляд складних підземних лабіринтів з багатьма (до 60—80) входами. Нори ніколи не бувають далі від пів кілометра від води. Відповідних місць для будівництва нір у тундрі мало, тому песці вживають їх роками, іноді 15—20 років поспіль, а з перервами — сотні та навіть тисячі років, тому деякі горби бувають суцільно зриті. Рідше песці селяться серед розсипів каменів або в купах річкових відкладень на узбережжі. Узимку песець нерідко задовольняється простим лігвом у снігу.
Песець всеїдний, у його кормі понад сотню видів тварин і з 25 видів рослин. Проте головні його харчі — дрібні гризуни, особливо лемінги, та ще птахи. Ще песець харчується як викинутою на берег, так і здобутою рибою, а так само рослинною їжею: ягодами (чорницями, морошками), травами, водоростями (наприклад, морською капустою). Не відмовляється песець і від падла. На узбережжі песець часто супроводжує білих ведмедів, і йому дістається частина м'яса вбитих тюленів. Нарешті, він поїдає звірів, що потрапили в капкани, не роблячи винятків навіть для інших песців. Улітку запасає в лігві надлишки їжі на зиму.
У песця добре розвинені слух і нюх; трохи слабкіше — зір. Голос — гавкаючий.

## Соціальна поведінка і розмноження
Звичайно ці звірі моногамні, хоча іноді (наприклад, на Командорських островах) спостерігаються випадки полігамії. Типова сім'я песців складається з самця, самиці, молодих самиць з попереднього посліду й дитинчат поточного року. Звичайно сім'ї живуть осібно, проте можуть селитися й колоніями по 2—3 сім'ї. Площа ділянки, де живе сім'я песців, коливається від 2 до 30 км². Значну частину року песець кочує, шукаючи їжі. До початку шлюбного сезону песці повертаються до тих місцевостей, звідки відкочували восени, і або займають готові нори, або викопують нові.
Тічка відбувається в березні—квітні та супроводжується бійками самців. Вагітність триває 49—57 днів; у посліді 7—12 і більше дитинчат (найбільше число серед хижих). Самець разом із самкою піклується про потомство. Білі песці народжуються покриті темним, димчасто—бурим хутром, блакитні — майже коричневі. Очі розплющуються на 9—18 день; у віці 6 місяців досягають розміру батьків. Статева зрілість наступає вже наступного року, хоча повного розвитку досягають тільки на другий рік.

## Екологія та чисельність
Чисельність песців схильна до різких коливань як до наявності кормів (особливо лемінгів). На чисельності місцевих популяцій дуже даються взнаки міграції. Щоосені велике число тварин, що населяють тундру, прямує вздовж морського узбережжя та річкових долин на південь. Навесні песці потроху повертаються. У голодні роки ці переселення набирають особливо масового характеру. Багато з кочівних тварин гине.
Песця переслідують деякі більші хижаки. На нього нападають інші лисиці, росомахи й вовки, молодих песців хапають орлани та полярні сови. Молоді песці часто гинуть від глистових інвазій, дорослі — від дикування (вірусного арктичного енцефаліту тварин), рідше — від сказу. Середня тривалість життя песців у природі — 6—10 років, максимальна — 16,3 років.

## Підвиди
Серед дослідників немає згоди щодо поділу виду на підвиди, різні системи класифікації пропонують поділ на від 4 до 10 підвидів. Один із запропонованих варіантів наведений нижче:
- Песець Берингових островів, Vulpes lagopus beringensis
- Ісландський песець, Vulpes lagopus fuliginosus
- Гренландський песець, Vulpes lagopus groenlandicus
- Песець острова Хол, Vulpes lagopus hallensis
- Песець Пойнт-Барроу, Vulpes lagopus innuitus
- Песець островів Прибилова, Vulpes lagopus pribilofensis
- Песець острова Мідний, Vulpes lagopus semenovi
- Сибірський песець, Vulpes lagopus sibiricus
- Свальбардський песець, Vulpes lagopus spitzbergensis
- Унгавійський песець, Vulpes lagopus ungava

## Рекомендована література
- Nowak, Ronald M. (2005). Walker's Carnivores of the World. Baltimore: Johns Hopkins Press. ISBN 0-8018-8032-7